# تئوفیل د دوندر
 تئوفیل د دوندر (انگلیسی: Théophile de Donder؛ زاده ۱۹ اوت ۱۸۷۲ درگذشته ۱۱ مهٔ ۱۹۵۷) یک دانشمند اهل بلژیک بود. 